# Rolf Aamot
Rolf Aamot, né à Bergen le 28 septembre 1934 et mort le 26 février 2024, est un peintre, réalisateur, photographe et compositeur norvégien.

## Biographie
Aamot a été un pionnier dans le domaine de la peinture électronique, il a exploré la technologie émergente qu'il combine avec les arts traditionnels de la peinture, la musique, le cinéma, le théâtre et le ballet. Aamot a étudié la peinture à l'Académie National d'Oslo, et le cinéma à Dramatiska Institutet à Stockholm. Aamot est connu pour son travail de peintre, peintre électronique, photographe d'art, graphiste, réalisateur, compositeur et auteur culturelle. Une grande partie de son travail consiste à créer des images électroniques, son travail contient des éléments de la photographie.